# آن جیلیان
آن جیلیان (انگلیسی: Ann Jillian؛ زادهٔ ۲۹ ژانویهٔ ۱۹۵۰) یک هنرپیشه اهل ایالات متحده آمریکا است.
از فیلم‌ها یا برنامه‌های تلویزیونی که وی در آن نقش داشته است می‌توان به آلیس در سرزمین عجایب، آقای مادر اشاره کرد.